# Schwarze Wolken
Schwarze Wolken (Originaltitel: Czarne chmury) war eine polnische Fernsehserie aus dem Mantel-und-Degen-Genre.

## Handlung
Der junge und draufgängerische Oberst der Dragoner, Dowgird, kündigt seinen Dienst bei Kurfürst Friedrich Wilhelm von Brandenburg auf, da er mit seiner Politik gegen die polnische Krone nicht einverstanden ist. Zusammen mit seinem Wachtmeister Caspar Pilch begibt er sich auf den Weg nach Warschau, um dort über die Zustände zu berichten. Diese Reise wird für ihn ein lebensgefährliches Unternehmen. In Warschau angekommen wird er von den brandenburgischen Truppen entführt.
Die Rolle des Oberst Dowgird basiert auf der historischen Person Christian Ludwig von Kalcksteins.

## Besetzung
- Leonard Pietraszak – Oberst Krzysztof Dowgird
- Ryszard Pietruski – Caspar Pilch
- Edmund Fetting – Karl von Ansbach
- Elzbieta Starostecka – Anna Ostrowska
- Anna Seniuk – Magda Domaradzka
- Karol Strasburger – Pawel Odrowaz
- Janusz Zakrzeński – Erick von Hollstein
- Jerzy Turek – Blazej
- Marian Glinka – Der Spion
- Stanislaw Niwinski – Rittmeister Zaremba
- Mariusz Dmochowski – Hetman Jan Sobieski